# Sophoromyia goebeliae
Sophoromyia goebeliae är en tvåvingeart som beskrevs av Fedotova 1984. Sophoromyia goebeliae ingår i släktet Sophoromyia och familjen gallmyggor.
Artens utbredningsområde är Kazakstan. Inga underarter finns listade i Catalogue of Life.